# Navaridas
Navaridas es un municipio español de la provincia de Álava, en la comunidad autónoma del País Vasco.

## Geografía
El municipio de Navaridas se encuentra a medio camino entre la Sierra de Toloño (Sierra Cantabria) y el cauce del Ebro. Navaridas tiene una extensión de unos 9,3 km² aproximadamente.
Al igual que muchos otros pueblos de la Rioja Alavesa, Navaridas es marco de actividades vitivinícolas.
Forma parte del concejo el despoblado de Navaridas de Suso.

## Historia
En su término se encuentra el yacimiento arqueológico de El Castejón, población de la cultura de los berones, un pueblo de origen celta que se extendía por la actual Rioja, la Rioja Alavesa y Condado de Treviño. El origen de Navaridas, procede de dos localidades, Navaridas de Yuso y Navaridas de Suso. La primera referencia nos lleva hasta el año 1366. Por un entonces, era una aldea más de la villa de Laguardia. Posteriormente obtuvo su independencia del municipio de Laguardia y el título de villa.

## Demografía
Navaridas cuenta con una población de 191 habitantes (INE 2024).
| Gráfica de evolución demográfica de Navaridas entre 1842 y 2021                                                     |
| |
| Población de derecho según los censos de población del INE Población de hecho según los censos de población del INE |

| Gráfica de evolución demográfica de Navaridas entre 1988 y 2008 |
|                                                                 |

## Administración y política
| Periodo   | Nombre                                | Partido | Partido                                                      |
| --------- | ------------------------------------- | ------- | ------------------------------------------------------------ |
| 1979-1983 | Jose Luis Aldazabal Echeita           |         | Unión de Centro Democrático (UCD)                            |
| 1983-1987 | José Luis Fernández Sáenz de Navarret |         | Euzko Alderdi Jeltzalea-Partido Nacionalista Vasco (EAJ-PNV) |
| 1987-1991 | Basilio Blanco Mauleon                |         | Euzko Alderdi Jeltzalea-Partido Nacionalista Vasco (EAJ-PNV) |
| 1991-1999 | Isaac M. Majuelo Martínez Bujo        |         | Euzko Alderdi Jeltzalea-Partido Nacionalista Vasco (EAJ-PNV) |
| 1999-2007 | Félix Martínez Aguiriano              |         | Partido Popular del País Vasco (PP)                          |
| 2007-2011 | Emilio Ramos Martínez de Lapiscina    |         | Euzko Alderdi Jeltzalea-Partido Nacionalista Vasco (EAJ-PNV) |
| 2011-2023 | Miguel Ángel Fernández González       |         | Partido Popular del País Vasco (PP)                          |
| 2023-act. | Aitor Alonso Ruiz de Urra             |         | Euzko Alderdi Jeltzalea-Partido Nacionalista Vasco (EAJ-PNV) |

| Partido político                                              | 2023  | 2023       | 2019  | 2019       | 2015  | 2015       | 2011  | 2011       | 2007  | 2007       | 2003  | 2003       | 1999  | 1999       | 1995  | 1995       | 1991  | 1991       |
| Partido político                                              | %     | Concejales | %     | Concejales | %     | Concejales | %     | Concejales | %     | Concejales | %     | Concejales | %     | Concejales | %     | Concejales | %     | Concejales |
| Euzko Alderdi Jeltzalea-Partido Nacionalista Vasco (EAJ-PNV)  | 46,03 | 3          | 35,91 | 1          | 42,86 | 1          | 29,53 | 2          | 51,56 | 4          | 39,26 | 4          | 35,14 | 2          | 51,33 | 4          | 37,75 | 3          |
| Partido Popular del País Vasco (PP)                           | 42,86 | 2          | 50,00 | 4          | 33,68 | 2          | 36,26 | 3          | 28,12 | 1          | 44,44 | 3          | 52,70 | 3          | 33,33 | 1          | 49,01 | 2          |
| Partido Socialista de Euskadi-Euskadiko Ezkerra (PSE-EE PSOE) | 4,76  | 0          | 14,08 | 0          | 0,00  | 0          | 7,69  | 0          | 10,94 | 0          | 6,67  | 0          | —     | —          | —     | —          | —     | —          |
| Agrupación de Electores de Navaridas (AEN)                    | —     | —          | —     | —          | 36,27 | 2          | —     | —          | —     | —          | —     | —          | —     | —          | —     | —          | —     | —          |
| Eusko Alkartasuna (EA)                                        | —     | —          | —     | —          | —     | —          | —     | —          | 7,03  | 0          | —     | —          | —     | —          | —     | —          | —     | —          |
| Unidad Alavesa (UA)                                           | —     | —          | —     | —          | —     | —          | —     | —          | —     | —          | 4,44  | 0          | 2,70  | 0          | 3,33  | 0          | —     | —          |

## Cultura

### Patrimonio
Ermita de San Juan de Ortega, patrón de la villa, construida en el siglo XVIII. Ermita renacentista de Santiago, a las afueras, dirección Elciego. Coronando el núcleo urbano, se sitúa la iglesia parroquial de la Inmaculada Concepción, construida en tres épocas distintas: mediados del siglo XV, durante el siglo XVI y a finales del siglo XVII.
Entre la arquitectura civil destaca el palacio de los Sodupe del siglo XVIII, antiguo ayuntamiento de esta localidad. Es un caserón de tres plantas, de cubierta simétrica, y uno de los pocos edificios del pueblo que posee cueva o bodega en su interior.
Muy cerca de la ermita de Santiago se extiende el alto de Castejón, un importante poblado de la Edad de Hierro.

### Fiestas
Las fiestas patronales de este municipio se celebran el 2 de junio, en honor de su patrón, San Juan de Ortega. Duran varios días, en los cuales se practican diferentes actos culturales.
El 7 de diciembre, se celebra la fiesta de las Mañas. Los habitantes de este pueblo, recorren el pueblo con antorchas de espliego encendidas en una gran hoguera. Esta fiesta culmina el día 8 de diciembre, día en que se celebra la fiesta de la Inmaculada. Ese día se celebran actividades como teatros o diferentes espectáculos.

### Deporte
Dentro del pueblo de Navaridas hay diferentes instalaciones deportivas, por ejemplo es de destacar el frontón que fue inaugurado el 15 de mayo de 2003, situado junto a las piscinas.